# FK Lyn
Fotballklubben Lyn, v Česku známý také jako Lyn Oslo, je norský fotbalový klub z Osla. Dvakrát vyhrál norskou ligu (1964, 1968) a 8x norský pohár (1908, 1909, 1910, 1911, 1945, 1946, 1967, 1968). Největším mezinárodním úspěchem je čtvrtfinále Poháru vítězů pohárů 1968/69. Roku 2010 se klub dostal do vážných ekonomických problémů a nakonec vyhlásil bankrot. Fanoušci poté založili nový klub Lyn Fotball navazující na tradici FK Lyn. Zatím však hraje v nižších norských soutěžích.

## Kompletní výsledky v evropských pohárech
| Sezóna  | Soutěž | Kolo        |                 | Soupeř                | Doma | Venku | Celkem |
| ------- | ------ | ----------- | --------------- | --------------------- | ---- | ----- | ------ |
| 1963-64 | PMEZ   | Předkolo    | Německo         | Borussia Dortmund     | 2-4  | 1-3   | 3-7    |
| 1964-65 | PMEZ   | Předkolo    | Finsko          | Reipas Lahti          | 3-0  | 1-2   | 4-2    |
|         |        | 1. kolo     | Nizozemsko      | Door Wilskracht Sterk | 1-3  | 0-5   | 1-8    |
| 1965-66 | PMEZ   | Předkolo    | Severní Irsko   | Derry City            | 5-3  | 1-5   | 6-8    |
| 1967-68 | VELP   | 1. kolo     | Itálie          | Bologna               | 0-0  | 0-2   | 0-2    |
| 1968-69 | PVP    | 1. kolo     | Turecko         | Altay SK              | 4-1  | 1-3   | 5-4    |
|         |        | 2. kolo     | Švédsko         | IFK Norrköping        | 2-0  | 2-3   | 4-3    |
|         |        | Čtvrtfinále | Španělsko       | FC Barcelona          | 2-2  | 2-3   | 4-5    |
| 1969-70 | PMEZ   | 1. kolo     | Anglie          | Leeds United          | 0-6  | 0-10  | 0-16   |
| 1971-72 | PVP    | 1. kolo     | Portugalsko     | Sporting Lisabon      | 0-3  | 0-4   | 0-7    |
| 1972-73 | UEFA   | 1. kolo     | Anglie          | Tottenham Hotspur     | 3-6  | 0-6   | 3-12   |
| 2003-04 | UEFA   | Předkolo    | Faerské ostrovy | NSÍ Runavík           | 6-0  | 3-1   | 9-1    |
|         |        | 1. kolo     | Řecko           | PAOK Soluň            | 0-3  | 1-0   | 1-3    |
| 2006-07 | UEFA   | 1. předkolo | Estonsko        | Flora Tallinn         | 1-1  | 0-0   | 1-1    |